# مأمون
ابوالعباس عبدالله بن هارون (۱۴ سپتامبر ۷۸۶ – ۹ اوت ۸۳۳ میلادی) معروف به مأمون، هفتمین خلیفه از خلفای عباسی بود که از ۸۱۳ تا زمان مرگش در ۸۳۳ حکومت کرد. پس از نبرد میان وی و برادر ناتنی‌اش، امین، یکپارچگی خلافت عباسی به‌دلیل شورش‌ها و ظهور نیروهای محلی تضعیف شد. با پیروزی مأمون بر امین، وی خلیفه شد، و پس از آن در سیاست داخلی، تلاش بسیاری صرف آرام‌سازی شرایط ملتهب کرد.
مأمون به‌خوبی دانش را آموخته بود، و علاقهٔ چشمگیری به دانش‌اندوزی داشت. او در ترویج نهضت ترجمه، شکوفایی دانش و علوم در بغداد، و انتشار کتاب خوارزمی که اکنون به‌نام الجبر والمقابله شناخته می‌شود، نقش داشت و به فلسفه بسیار علاقه‌مند بود، و مترجمانی را به ترجمهٔ کتب یونانی گمارد.
اما مأمون تنها به عنوان یک حامی علم شناخته نمی‌شود؛ او در عرصه سیاست و مذهب نیز مواضعی جنجالی داشت. مسئله «مِحنَت» یا آزمون عقیدتی‌ای که او برای عالمان دینی وضع کرد، یکی از بحث‌برانگیزترین اقدامات او بود. مأمون، که گرایش‌های مُعتَزَلی داشت، با حمایت از نظریه «خلق قرآن» و اجبار عالمان به پذیرش آن، تنش‌های عمیقی در جامعه اسلامی ایجاد کرد. اجرای این سیاست هرچند حدود ۱۵ سال پس از شروع به اجرای آن، متوقف شد، اما تأثیری ماندگار بر روابط حکومت و علمای دینی گذاشت.
دوران مأمون، با همه پیچیدگی‌های سیاسی و مذهبی، به‌عنوان دوره‌ای از تحولات فکری و علمی در تاریخ تمدن اسلامی شناخته می‌شود.

## خلافت

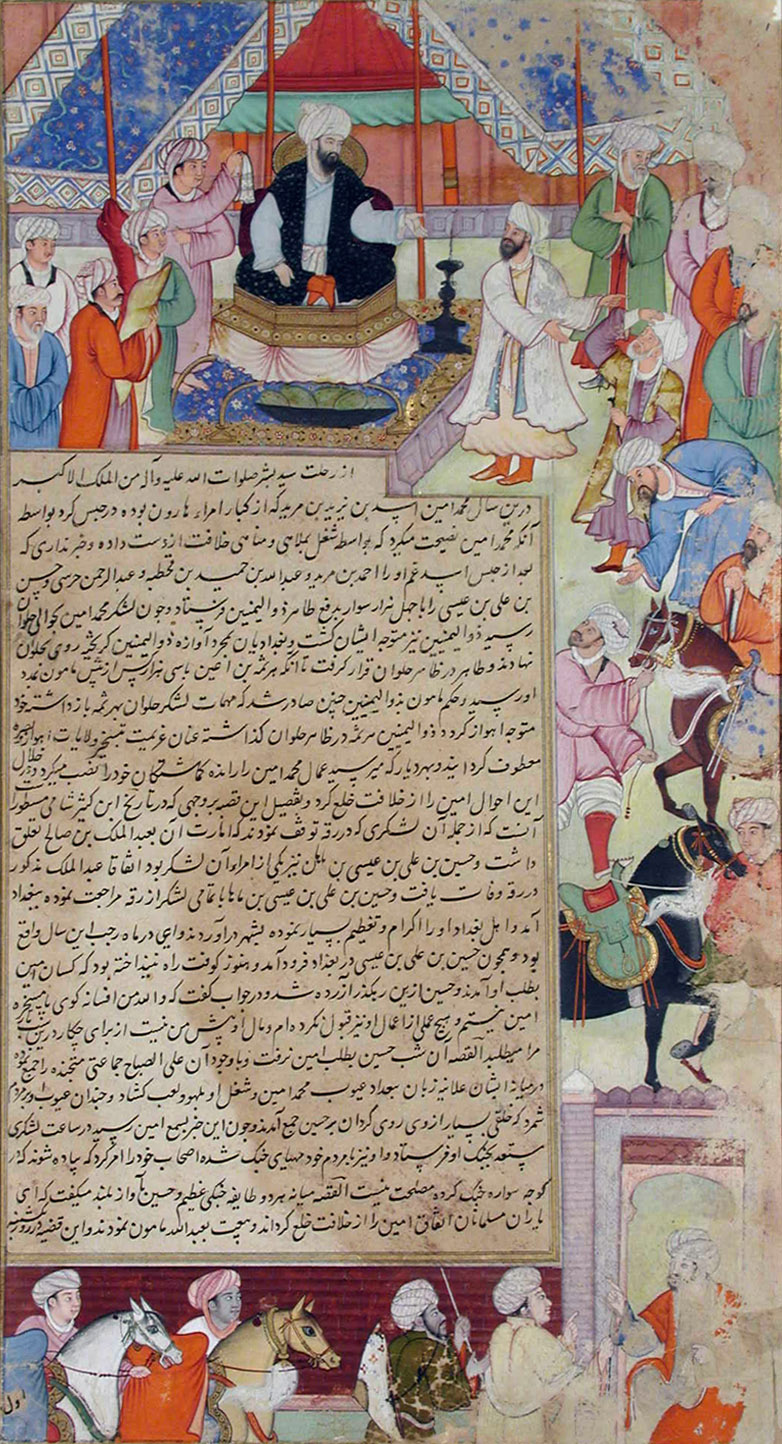
رعایا در سال ۸۱۳ میلادی با خلیفه عباسی، مأمون، بیعت می‌کنند. (از کتاب تاریخ الفی ۱۵۹۳ م)

هارون الرشید در دوران حکومت خویش و به منظور تحکیم قدرت خلافت و پیشگیری از هرگونه مشکلات احتمالی در روند انتقال قدرت، سلسله تمهیداتی را در نظر گرفته و بر اساس آن سیستم جانشینی پیچیده‌ای طراحی کرد. بدین ترتیب، امین به عنوان جانشین هارون، پس از وی به خلافت می‌رسید و مأمون نیز به عنوان جانشین امین منصوب گشت و قاسم، فرزند دیگر هارون، جانشین مأمون شد. تمام این تصمیمات تبدیل به عهدنامه‌ای گشت که بر کعبه آویخته شد و به ایالات فرستاده شد، اما پس از مرگ هارون، امین با سلسله اقداماتی مأمون را تحت فشار قرار داد و مدتی پس از عزل قاسم، مأمون را از جانشینی عزل کرد و فرزند خود موسی را با لقب الناطق بالحق به عنوان جانشین خویش اعلام کرد که نامش را در خطبه، جایگزین نام مأمون ساختند. مأمون نیز در اقدامی متقابل هرگونه ارتباط با بغداد را قطع کرد و از فرمان‌ها امین سرپیچی کرد و به ستیزی آشکار با وی پرداخت که نتیجهٔ آن، درگیری نظامی میان دو برادر بود.
طاهر و هرثمه به وسیلهٔ لشکریانی که در اختیار داشتند، در سال ۱۹۷ هجری/۸۱۲ میلادی، به محاصرهٔ اطراف بغداد مشغول گشتند و با شدت بخشیدن به این محاصره، فشار را بر لشکریان امین افزون کردند. محاصرهٔ بغداد تا سال ۱۹۸ هجری/ ۸۱۳ میلادی، به صورت فرسایشی به درازا کشید تا در محرم همین سال، طاهر بر شدت حملات خود افزود و محلات را یکی پس از دیگری فتح کرد و به لشکر دستور داد که برای فتح نهایی بغداد، حمله را آغاز نمایند و سرانجام بغداد، در همین زمان فتح گردید. روایت است که پیش از اسارت امین، یکی از یارانش که احمد بن سلام نام داشت را اسیر کردند که پس از پرسش از او دربارهٔ امین، وی اظهار بی‌اطلاعی کرد. سرانجام امین اسیر گشت و توسط محمد بن حمید طاهری شناسایی گشته و این خبر به اطلاع طاهر رسید، که او نیز بلافاصله دستور قتل امین را به قریش دندانی، حاجب خویش، ابلاغ کرد. بدین ترتیب امین در اسارت کشته شد. بدن امین در باغ مونسه دفن گردیده و سرش به همراه فتح‌نامه‌ای توسط قاصدی به نزد مأمون در مرو، فرستاده شد.
روایت است که طاهر، سر امین را برای تسلیم گشتن مردم، در معرض دید عموم قرار داد و همه را امان داد. او در جمعه وارد بغداد گشت و در طی خطبه‌ای بلیغ به همراه استناد فراوان به آیات قرآن، پیروزی خود را از جانب خداوند دانست که خلافت را بر عهدهٔ مأمون گذاشته و بار آن را بر دوش او قرار داده و سپس مردم را به اطاعت و اتحاد فراخواند.
در دوران اقامت طاهر در رقه، بغداد و سرزمین‌های مجاور در نابسامانی و آشوب ناشی از نارضایتی خاندان بنی عباس و اعراب از سلطهٔ فضل بن سهل ایرانی بر امور حکومت به سر می‌برد. همچنین مسئلهٔ ولایتعهدی علی بن موسی‌الرضا، امام هشتم شیعه، بر دامنهٔ نارضایتی خاندان بنی عباس از مأمون افزوده بود. آنان در واکنش به این اقدام مأمون، ابراهیم بن مهدی را به خلافت انتخاب کردند و با او بیعت کردند. به علت وخامت اوضاع، مأمون به سوی بغداد حرکت کرد و بنابر برخی روایات نقشهٔ قتل فضل بن سهل (۲۰۲ هجری/ ۸۱۸ میلادی) و علی بن موسی‌الرضا را طراحی و عملی کرد تا به مخالفت‌ها علیه خود پایان دهد. اما در این توطئه تنها وزیرش فضل کشته شد.

## اعتقادات و سیاست مذهبی

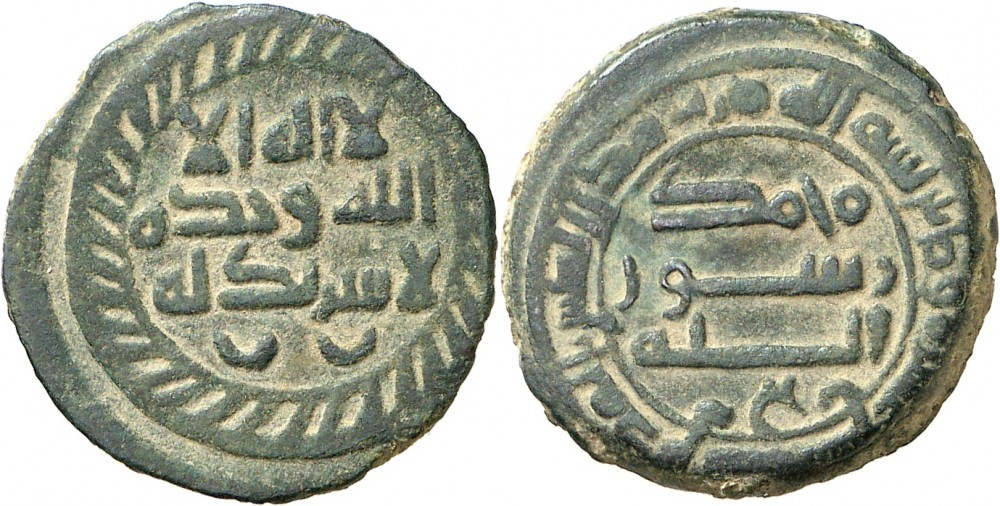
فالس (سکه مس) مأمون. مورخ ۲۱۷ ق (۳/۸۳۲ م). ضرب اورشلیم

دوره مأمون، دوره بحث‌ها و جدل‌های دینی در بین اهل‌کتاب بود. مجالس مناظره‌ای که بیشتر در نزد او تشکیل می‌شد پیروان ادیان، خاصه موبدان را مجال می‌داد که عقاید خویشتن را مطرح کنند و با دانشمندان اسلام به گفتگو برخیزند. در دوره مأمون، دانشمندانی که با معارف یونانی و هندی و ایرانی آشنایی داشتند، به حدیث و رأی و بحث و جدل برخاستند. در این مجالس مناظره، کسانی مانند آذرفرنبغ فرخزادان، پیشوای زرتشتیان و یزدان‌بخت پیشوای مانویان حاضر می‌گشتند. در بعضی از مجلس‌هایی که در خراسان برگزار می‌شد، علی بن موسی الرضا هم شرکت داشت. مأمون برای جلب رضایت شیعیان، جامه سیاه را که شعار عباسیان بود رها کرد و جامه سبز را که پیش از آن علویان برتن می‌کردند، به تن کرد؛ این امر باعث نارضایتی‌هایی در بین مردم عراق شد.
مأمون دخترش ام‌فضل را به همسری محمد تقی درآورد. وی به جای فرزندش عباس بن مأمون برادر ناتنی‌اش معتصم را به جانشینی انتخاب کرد.
عقاید دینی مأمون محل مناقشه است، تا جایی که دیگر عباسیان و نیز علمای اسلامی بعدی، او را مسلمان شیعه خواندند. به عنوان مثال، علمای اهل سنت ذهبی، ابن کثیر، ابن خلدون و سیوطی صریحاً معتقد بودند که مأمون شیعه است. دلایل تشیع ادعایی او شامل این است که در سال ۱۷–۸۱۶ میلادی، زمانی که علی بن موسی الرضا، از نسل پیامبر، از تعیین خلیفه یگانه امتناع کرد، مأمون رسماً او را به عنوان جانشین منصوب خود تعیین کرد. سکه‌های رسمی عباسیان ضرب شد که مأمون را خلیفه و الرضا را جانشین او نشان می‌داد. دلایل دیگر این بود که: رنگ سیاه رسمی خلافت به سبز نبوی تغییر یافت. در ۲۱۰ق/۸۲۵م به قثام بن جعفر، حاکم مدینه، فدک را از طریق دخترش فاطمه به اولاد محمد برگرداند؛ او نکاح مُنقَطِع را که قبلاً توسط عمر بن خطاب ممنوع شده بود، اما در زمان محمد و ابوبکر انجام می‌شد را احیا کرد. در سال ۲۱۱ هجری قمری/۸۲۶م، مأمون از کسانی که معاویة بن ابی‌سفیان را ستایش می‌کردند، ابراز مخالفت کرد و چنین افرادی را مجازات کرد. اما این دیدگاه متأخر از سیوطی مشکوک است. در سال ۸۳۳ پس از میلاد، مأمون تحت تأثیر تفکر عقل‌گرای معتزله، فتنه خلق قرآن را آغاز کرد.
با این حال، شیعیان مأمون را نیز محکوم می‌کنند، زیرا معتقدند که او مسئول مسمومیت و مرگ نهایی علی بن موسی الرضا در سال ۸۱۸ میلادی بوده است. در جنگ قدرت بعدی، دیگر عباسیان به دنبال خلع مأمون به نفع ابراهیم بن المهدی، عموی مأمون بودند. بنابراین، مرگ علی بن موسی الرضا تنها راه واقع بینانه برای حفظ حکومت متحد، مطلق و بدون مخالفت برای مأمون بود. مأمون دستور داد که رضا را در کنار قبر پدرش هارون الرشید دفن کنند و در تشییع جنازه بسیار اندوهگین شد و سه روز در آن مکان ماند. محمد تقی، فرزند علی بن موسی الرضا، در بقیه دوران سلطنت مأمون (تا سال ۸۳۳ میلادی) بدون سرکوب شدن و آزاد زندگی کرد. خلیفه او را به بغداد فرا خواند تا با دخترش ام الفضل ازدواج کند. این امر ظاهراً مخالفت شدید عباسیان را برانگیخت. به گفته ابن واضح، مأمون صد هزار درهم به محمد تقی داد و گفت: «به یقین دوست دارم پدر بزرگی در نسل رسول خدا و علی بن ابی‌طالب باشم.»

## ویژگی‌های فردی
طبری (ج ۳۲، ص ۲۳۱) مأمون را دارای قدی متوسط، رنگ روشن، خوش تیپ و ریش بلند توصیف می‌کند که با افزایش سن رنگ تیره خود را از دست می‌دهد. او حکایاتی در مورد توانایی خلیفه در سخن گفتن مختصر و شیوا بدون آمادگی، سخاوت او، احترام او به محمد و دین، داشتن اعتدال، عدالت و عشق او به شعر و اشتیاق سیری ناپذیر او برای صمیمیت جسمانی نقل می‌کند.

## خانواده
اولین همسر مأمون، ام عیسی دختر عمویش الهادی (حک. ۷۸۵–۷۸۶) بود. او هنگامی که هجده ساله بود با او ازدواج کرد. آنها دو پسر به نام‌های محمد اصغر و عبدالله داشتند. همسر دیگرش، پوران، دختر وزیر مأمون، حسن بن سهل بود. او به نام خدیجه و در ۶ دسامبر ۸۰۷ میلادی به دنیا آمد مأمون در سال ۸۱۷ میلادی با او و در دسامبر ۸۲۵ تا ژانویه ۸۲۶ در شهر «Fam al-Silh» با او ازدواج کرد. او در ۲۱ سپتامبر ۸۸۴ میلادی درگذشت.
مأمون هم‌بالینان و صیغه‌های متعددی نیز داشت. یکی از آنها، سوندوس، پنج پسر برای او به دنیا آورد که یکی در میان آنها عباس بن مأمون بود، که در پایان سلطنت مأمون به فرماندهی ارشد نظامی و مدعی تاج و تخت تبدیل شد. همسر یا صیغه دیگر «Arib» بود. متولد ۷۹۷ میلادی، او ادعا کرد که دختر جعفر برمکی است و در کودکی با سقوط برمکیان به سرقت رفته و فروخته شده. او را الامین آورد و سپس او را به برادرش فروخت. او یک شاعر مشهور، خواننده، و یک موسیقیدان بود. او در سامرا در ژوئیه تا اوت ۸۹۰ در ۹۶ سالگی درگذشت. یکی دیگر از هم‌بالینان او «Bi'dah al-Kabirah» بود. او همچنین یک خواننده و برده «Arib» بود. او در ۱۰ ژوئیه ۹۱۵ درگذشت. نماز میت او را ابوبکر پسر خلیفه مهتدی اقامه کرد. هم‌بالین دیگر او «Mu'nisah» یونانی بود.

## مرگ و میراث وی

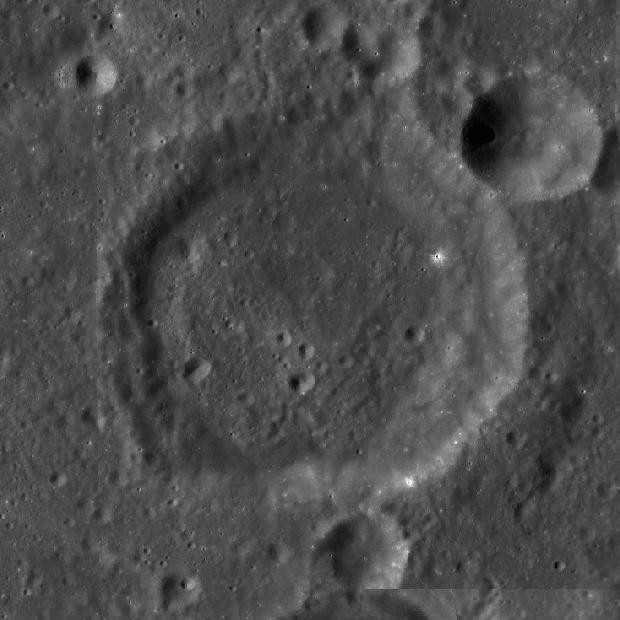
دهانهٔ مأمون (Almanon Crater) در کرهٔ ماه

طبری نقل می‌کند که چگونه مأمون در نزدیکی رودخانه‌ای نشسته بود و به کسانی که با او بودند می‌گفت که این آب چقدر عالی است. او پرسید که با این آب چه چیزی بهتر است و به او نوع خاصی از خرمای تازه گفته شد. با توجه به رسیدن آذوقه‌ها، از شخصی خواست تا بررسی کند که آیا چنین خرماهایی موجود است یا خیر. آن خرماها موجود بود و او از همراهانش دعوت کرد تا با این خرما از آب لذت ببرند. همه کسانی که این کار را کردند بیمار شدند. برخی دیگر بهبود یافتند، اما مأمون درگذشت. او جانشین خود را تشویق کرد که به سیاست‌های خود ادامه دهد و بیش از توان مردم را بر دوش نگذارد. این واقعه در ۹ اوت ۸۳۳ میلادی رخ داد.
مأمون در نزدیکی طرسوس درگذشت. مسجد جامع شهر (مسجد جامع طرسوس) حاوی مقبره‌ای است که گفته می‌شود متعلق به اوست. جانشین او پسرش عباس بن مأمون نبود، بلکه برادر ناتنی اش معتصم جانشین او شد. شبلی نعمانی شرح حال خود را به نام آل مأمون نوشته است.
همچنین نام یکی از دهانه‌های حاصل از برخورد شهاب‌سنگ‌ها در کرهٔ ماه، به افتخار فعالیت‌های ستاره‌شناسی وی، دهانهٔ مأمون (Almanon) نام‌گذاری شده است.

## پی‌نوشت
1. ↑  اسلامی فرد، زهرا (۱۳۹۸). تاریخ فرهنگ و تمدن اسلام. چاپ نوزدهم. تهران: دفتر نشر معارف. ص. ۴۶.
2. ↑  نظریه خلق قرآن که مأمون عباسی از آن حمایت می‌کرد، معتقد بود که قرآن در زمان مشخصی توسط خدا آفریده شده است. این دیدگاه تحت تأثیر مکتب مُعتَزله قرار داشت، و مخالف دیدگاه اهل سنت بود، که قرآن را کلام قدیم خدا می‌دانستند. کلام قدیم خدا یعنی سخنان خدا (قرآن) بی‌زمان است، نه مخلوق؛ یعنی همیشه وجود داشته، مانند ذات خدا، و در زمان خاصی آفریده نشده. مأمون این نظریه را به عنوان عقیده رسمی حکومت عباسیان اعلام کرد، و مخالفان را تحت فشار قرار داد.
3. ↑  اکبری، تاریخ حکومت طاهریان از آغاز تا انجام، صص ۹–۳۵.
4. ↑  التون، تاریخ سیاسی و اجتماعی خراسان در آغاز حکومت عباسیان، ۱۹۱.
5. ↑  مفتخری و  زمانی، تاریخ ایران از ورود مسلمانان تا برآمدن طاهریان، ۱۴۵.
6. ↑  اکبری، تاریخ حکومت طاهریان از آغاز تا انجام، صص ۷–۵۱.
7. ↑  التون، تاریخ سیاسی و اجتماعی خراسان در آغاز حکومت عباسیان، صص ۹۲–۱۹۱، ۱۹۴.
8. ↑  مفتخری و  زمانی، تاریخ ایران از ورود مسلمانان تا برآمدن طاهریان، صص ۴۶–۱۴۵.
9. ↑  زرین‌کوب، تاریخ ایران بعد از اسلام، ۴۹۷.
10. ↑  نفیسی، تاریخ خاندان طاهری، صص ۳–۴۲.
11. ↑  اکبری، تاریخ حکومت طاهریان از آغاز تا انجام، ۹۸.
12. ↑  اشپولر، تاریخ ایران در قرون نخستین اسلامی، ۹۵.
13. ↑  Forstner, “ABU’L-ṬAYYEB ṬĀHER”, Encyclopædia Iranica.
14. ↑  زرین‌کوب، تاریخ ایران بعد از اسلام، ۴۹۸.
15. ↑  نفیسی، تاریخ خاندان طاهری، صص ۴–۸۳.
16. ↑  باسورث، تاریخ ایران کمبریج، ۸۲.
17. ↑  فرای، عصر زرین فرهنگ ایران، ۲۰۵.
18. ↑  خضری، تاریخ خلافت عباسی، ۷۴.
19. ↑  مفتخری و  زمانی، تاریخ ایران از ورود مسلمانان تا برآمدن طاهریان، ۱۴۷.
20. ↑  زرین‌کوب، دو قرن سکوت، ۱۸۷.
21. ↑  اشپولر، تاریخ ایران در قرون نخستین اسلامی، ۹۵.
22. ↑  باسورث، تاریخ ایران کمبریج، ۸۲.
23. ↑  فرای، عصر زرین فرهنگ ایران، ۲۰۵.
24. ↑  اکبری، تاریخ حکومت طاهریان از آغاز تا انجام، ۱۰۶.
25. ↑  التون، تاریخ سیاسی و اجتماعی خراسان در آغاز حکومت عباسیان، ۱۹۵.
26. ↑  مفتخری و  زمانی، تاریخ ایران از ورود مسلمانان تا برآمدن طاهریان، ۱۴۷.
27. ↑  زرین‌کوب، دو قرن سکوت، صص ۸۸–۱۸۷.
28. ↑  اشپولر، تاریخ ایران در قرون نخستین اسلامی، ۹۵.
29. ↑  Forstner, “ABU’L-ṬAYYEB ṬĀHER”, Encyclopædia Iranica.
30. ↑  زرین‌کوب، تاریخ ایران بعد از اسلام، صص ۴۹۵، ۴۹۸.
31. ↑  نفیسی، تاریخ خاندان طاهری، صص ۱۱–۱۰۲.
32. ↑  Bosworth, “Ṭāhir b. al-Ḥusayn”, Encyclopaedia of Islam.
33. ↑  Forstner, “ABU’L-ṬAYYEB ṬĀHER”, Encyclopædia Iranica.
34. ↑  زرین‌کوب، تاریخ ایران بعد از اسلام، ۴۹۸.
35. ↑  نفیسی، تاریخ خاندان طاهری، صص ۴–۱۰۳، ۹–۱۰۷.
36. ↑  اکبری، تاریخ حکومت طاهریان از آغاز تا انجام، ۸–۱۰۷.
37. ↑  نفیسی، تاریخ خاندان طاهری، ۱۱۴.
38. ↑  باسورث، تاریخ ایران کمبریج، ۶۶.
39. ↑  فرای، عصر زرین فرهنگ ایران، ۲۰۶.
40. ↑  اکبری، تاریخ حکومت طاهریان از آغاز تا انجام، صص ۱۱۱، ۱۸–۱۱۴، ۱۲۰، ۲۷–۱۲۶.
41. ↑  التون، تاریخ سیاسی و اجتماعی خراسان در آغاز حکومت عباسیان، ۱۹۶.
42. ↑  زرین‌کوب، دو قرن سکوت، صص ۹۱–۱۸۸.
43. ↑  زرین‌کوب، تاریخ ایران بعد از اسلام، ۴۹۸.
44. ↑  نفیسی، تاریخ خاندان طاهری، صص ۱۸–۱۱۶، ۲۳–۱۲۲.
45. ↑  اکبری، تاریخ حکومت طاهریان از آغاز تا انجام، صص ۲۳–۱۱۷.
46. ↑  التون، تاریخ سیاسی و اجتماعی خراسان در آغاز حکومت عباسیان، ۱۹۶.
47. ↑  مفتخری و  زمانی، تاریخ ایران از ورود مسلمانان تا برآمدن طاهریان، صص ۸–۱۴۷.
48. ↑  زرین‌کوب، دو قرن سکوت، ۱۹۰.
49. ↑  اشپولر، تاریخ ایران در قرون نخستین اسلامی، صص ۹۶، ۹۸.
50. ↑  نفیسی، تاریخ خاندان طاهری، صص ۲۲–۱۲۱.
51. ↑  اکبری، تاریخ حکومت طاهریان از آغاز تا انجام، صص ۱۱۷، ۱۲۲.
52. ↑  التون، تاریخ سیاسی و اجتماعی خراسان در آغاز حکومت عباسیان، ۱۹۶.
53. ↑  زرین‌کوب، دو قرن سکوت، ۱۹۰.
54. ↑  نفیسی، تاریخ خاندان طاهری، ۱۲۲.
55. ↑  اکبری، تاریخ حکومت طاهریان از آغاز تا انجام، صص ۱۲۳، ۲۹–۱۲۷، ۱۳۲، ۱۳۹، ۱۵۹.
56. ↑  التون، تاریخ سیاسی و اجتماعی خراسان در آغاز حکومت عباسیان، ۱۹۶.
57. ↑  مفتخری و  زمانی، تاریخ ایران از ورود مسلمانان تا برآمدن طاهریان، ۱۴۸.
58. ↑  زرین‌کوب، دو قرن سکوت، ۱۹۱.
59. ↑  اشپولر، تاریخ ایران در قرون نخستین اسلامی، صص ۸–۹۶.
60. ↑  زرین‌کوب، تاریخ ایران بعد از اسلام، ۴۹۸.
61. ↑  نفیسی، تاریخ خاندان طاهری، صص ۱۲۲، ۱۲۷.
62. ↑  Naqawī, "Taʾthīr-i qīyāmhā-yi ʿalawīyān", p. 141.
63. ↑  Dhahabī, Siyar aʿlām al-nubalāʾ, vol. 11, p. 236; Ibn Kathīr, al-Bidāya wa l-nihāya, vol. 10, p. 275-279; Ibn khaldūn. al-ʿIbar, vol. 2, p. 272; Suyūṭī, Tārīkh al-khulafāʾ, p. 363.
64. ↑  "Item #13113 Abbasid (Medieval Islam), al-Ma'mun (AH 194-218), Silver dirham, 204AH, Isfahan mint, with Ali ibn Musa al-Rida as heir, RARE, Album 224, DIFFICULT TO FIND!!".
65. ↑  Suyūṭī, Tārīkh al-khulafāʾ, p. 364.
66. ↑  Donaldson, Dwight M. (1933). The Shi'ite Religion: A History of Islam in Persia and Irak. BURLEIGH PRESS. pp. 161–170.
67. ↑  According to Madelung the unexpected death of the Alid successor, "whose presence would have made any reconciliation with the powerful ʿAbbasid opposition in Baghdad virtually impossible, must indeed arouse strong suspicion that Ma'mun had had a hand in the deaths."
68. ↑  «چرا مأمون مزار امام رضا را کنار قبر پدرش قرار داد؟». www.khabaronline.ir. ۲۰۱۲-۰۱-۲۴. دریافت‌شده در ۲۰۲۴-۰۵-۰۸.
69. ↑  Donaldson, Dwight M. (1933). The Shi'ite Religion: A History of Islam in Persia and Iraḳ. AMS Press. pp. 190–197.
70. 1 2  Rekaya, M. (1991). "al-Maʾmūn". In Bosworth, C. E. ; van Donzel, E. & Pellat, Ch. (eds.). The Encyclopaedia of Islam, New Edition, Volume VI: Mahk–Mid. Leiden: E. J. Brill. pp. 331–339. ISBN 978-90-04-08112-3.
71. 1 2 3 4 5 6 7 8 9 10 11 12 13  Ibn al-Sāʿī (2017). Consorts of the Caliphs: Women and the Court of Baghdad. Translated by Shawkat M. Toorawa. Introduction by Julia Bray, Foreword by Marina Warner. New York: New York University Press. ISBN 978-1-4798-0477-1.
72. ↑  Turner, John P. (2013). "al-ʿAbbās b. al-Maʾmūn". In Fleet, Kate; Krämer, Gudrun; Matringe, Denis; Nawas, John; Rowson, Everett (eds.). Encyclopaedia of Islam, THREE. Brill Online. doi:10.1163/1573-3912_ei3_COM_24639. ISSN 1873-9830.
73. ↑  Bosworth, C. E. , ed. (1987). The History of al-Ṭabarī, Volume XXXII: The Reunification of the ʿAbbāsid Caliphate: The Caliphate of al-Maʾmūn, A.D. 813–33/A.H. 198–213. SUNY Series in Near Eastern Studies. Albany, New York: State University of New York Press. ISBN 978-0-88706-058-8.
74. ↑  en:Almanon (crater)